# منتخب قسطانيا لكرة القدم
منتخب قسطانيا لكرة القدم هو منتخب يمثل إقليم قسطانية في فرنسا في منافسات كرة القدم، هذا المنتخب ليس عضو في الفيفا أو اليويفا، لكنه يمثل قسطانيا في كأس العالم للأقاليم.